# 特定住宅金融専門会社の債権債務の処理の促進等に関する特別措置法
特定住宅金融専門会社の債権債務の処理の促進等に関する特別措置法（とくていじゅうたくきんゆうせんもんがいしゃのさいけんさいむのしょりのそくしんとうにかんするとくべつそちほう、平成8年6月21日法律第93号）は、住宅金融専門会社の破綻処理に国税（公的資金）を投入することに関する法律である。
法令番号は平成8年法律第93号、1996年（平成8年）6月21日に公布された。

## 概要
特定住宅金融専門会社は、経営破綻した住宅金融専門会社を示している。この法律により、これらの住宅金融専門会社から債権の買い取り、およびその債権の回収を行う住宅金融債権管理機構が設立された。
成立経緯は、第136回国会を参照。

## 構成
- 第一章 総則
- 第二章 預金保険機構の業務の特例
- 第三章 政府による財政上の措置等
- 第四章 預金保険機構の特例業務の終了
- 第五章 雑則
- 第六章 罰則